# Fulica montanei
Fulica montanei es una especie de ave gruiforme extinta de la familia de los rállidos y del género Fulica, cuyos integrantes son denominados comúnmente taguas, fochas, gallaretas, etc. Habitó en humedales del centro-oeste del Cono Sur de Sudamérica.

## Taxonomía
Descripción original
Esta especie fue descrita originalmente en el año 2020 por Jhonatan Alarcón-Muñoz, Rafael Labarca y Sergio Soto-Acuña.
Localidad tipo
La localidad tipo referida es: “Laguna de Tagua Tagua, comuna de San Vicente de Tagua Tagua, Región del Libertador General Bernardo O'Higgins, centro de Chile”.
Holotipo
La especie se basó en tres tarsometatarsos izquierdos. El ejemplar holotipo designado es el catalogado como: SGO.PV.23220. Fue depositado en las colecciones de la Sección Paleontología del Museo Nacional de Historia Natural, ubicado en la ciudad de Santiago, capital de Chile.
Procedencia estratigráfica y edad atribuida
Sus restos fueron colectados en estratos correspondientes a la Formación Laguna de Tagua Tagua; la edad postulada para el estrato portador es
Pleistoceno tardío-Holoceno temprano.

## Generalidades
Los restos de esta tagua fueron localizados en un relevante yacimiento paleontológico de la Zona central de Chile. En la publicación en que se describió a la especie también se dio a conocer otras especies de rállidos fósiles con las que convivía, las cuales son todas especies vivientes: Pardirallus sanguinolentus, Fulica armillata, Fulica rufifrons y Fulica ardesiaca; las tres primeras todavía habitan en la zona; la última, en cambio, es una especie altiplánica, cuyas poblaciones más australes están lejos de la localidad. Fulica montanei, y las restantes aves acuáticas, convivieron con varias especies correspondientes a la denominada megafauna extinta, así como con diversos vertebrados pequeños y medianos, constituyendo un ensamble faunístico sin análogo en la actualidad. Presumiblemente, también convivió con las primeras oleadas de seres humanos llegadas a la región.
Fulica montanei es el primer rállido extinto registrado en el Cuaternario de América del Sur. Su característica más notable es su gran tamaño, el cual se encuentra en el rango de la especie andina viviente Fulica cornuta y de la especie extinta Fulica prisca de Nueva Zelanda.